# Ronivaldo Conceição
Ronivaldo Santos Conceição (* 8. Juli 1972 in São Paulo) ist ein ehemaliger brasilianischer Squashspieler.

## Karriere
Ronivaldo Conceição begann seine professionelle Karriere in der Saison 2001 und gewann einen Titel auf der PSA World Tour. Seine höchste Platzierung in der Weltrangliste erreichte er mit Position 95 im Oktober 2006. Bei Panamerikanischen Spielen gewann er vier Medaillen. Mit der brasilianischen Mannschaft errang er bei den Spielen 1999 in Winnipeg und 2003 in Santo Domingo jeweils die Silbermedaille, bei den Einzelwettbewerben gewann er jeweils Bronze. 2007 in Rio de Janeiro gewann er mit der Mannschaft außerdem Bronze. Bei den Südamerikaspielen 2010 errang er in Medellín mit der Mannschaft die Silbermedaille, im Doppel konnte er sich Bronze sichern.

## Erfolge
- Vize-Panamerikameister im Doppel: 2008 (mit Vinicius Costa)
- Gewonnene PSA-Titel: 1
- Panamerikanische Spiele: 2 × Silber (Mannschaft 1999 und 2003), 3 × Bronze (Einzel 1999 und 2003, Mannschaft 2007)
- Südamerikaspiele: 1 × Silber (Mannschaft 2010), 1 × Bronze (Doppel 2010)